# Amazon Games
Amazon Games (dříve Amazon Game Studios) je americká videoherní společnost a divize maloobchodní společnosti Amazon, která se primárně zaměřuje na vydávání videoher vyvinutých v rámci vývojových divizí mateřské společnosti.

## Historie
V roce 2011 Amazon otevřel Amazon Appstore a začal najímat vývojáře pro mobilní sociální hry. V roce 2012 vydala společnost Amazon Game Studios sociální hru Living Classics pro Facebook.
V srpnu 2018 se Christoph Hartmann, spoluzakladatel vydavatele videoher 2K Games, dceřiné společnosti Take-Two Interactive, stal novým viceprezidentem Amazon Game Studios pod vedením Mikea Frazziniho.

## Hry
| Rok     | Název                                     | Vývojář                                        | Platformy                                         | Zdroje        |
| ------- | ----------------------------------------- | ---------------------------------------------- | ------------------------------------------------- | ------------- |
| 2010    | Airport Mania: First Flight               | Reflexive Entertainment, South Wind Games      | Amazon Appstore                                   |               |
| 2011    | Airport Mania 2: Wild Trips               | Reflexive Entertainment, South Wind Games      | Amazon Appstore                                   |               |
| 2015    | Lost Within                               | Amazon Game Studios                            | Amazon Appstore, iOS App Store                    | [ 7 ]         |
| 2015    | Til Morning's Light                       | Amazon Game Studios, WayForward                | Amazon Appstore                                   | [ 8 ]         |
| 2018    | Dragon's Lair                             | Amazon Game Studios Seattle                    | rozšíření pro Twitch                              | [ 9 ]         |
| 2019    | The Grand Tour Game                       | Amazon Game Studios Seattle                    | PlayStation 4, Xbox One                           | [ 10 ]        |
| 2021    | New World                                 | Amazon Games Orange County, Relentless Studios | Microsoft Windows                                 | [ 11 ] [ 12 ] |
| 2022    | Lost Ark                                  | Smilegate RPG                                  | Microsoft Windows                                 | [ 13 ]        |
| 2023    | Blue Protocol                             | Bandai Namco Studios, Bandai Namco Online      | Microsoft Windows, PlayStation 5, Xbox Series X/S | [ 14 ] [ 15 ] |
| tba     | zatím nepojmenovaná hra série Tomb Raider | Crystal Dynamics                               | bude oznámeno                                     | [ 16 ]        |
| tba     | neohlášený projekt                        | Glowmade                                       | bude oznámeno                                     | [ 17 ]        |
| tba     | neohlášený projekt                        | Disruptive Games                               | bude oznámeno                                     | [ 18 ]        |
| Zrušené | Nova                                      | Amazon Game Studios                            |                                                   | [ 19 ]        |
| Zrušené | Intensity                                 | Amazon Game Studios                            |                                                   | [ 19 ] [ 20 ] |